# Мареттимо
Мареттимо (итал. Marettimo, сиц. Marrètimu) — остров из группы Эгадских островов на западе Сицилии. Он является частью коммуны Фавиньяна в провинции Трапани области Сицилия. Из Трапани до острова можно добраться за час.

## Этимология
Древнее название острова — «Hiera», возможно испанского происхождения. Тем не менее, название «Hiera» является частью греческого названия «Hiera Nesos», что означает «священный остров».

## География
Мареттимо является вторым по величине среди Эгадских островов. Самая высокая точка — гора Монте Фальконе, высота которой составляет 686 метров.

## Флора Мареттимо
На острове существует около 500 видов различных растений, многие из которых очень редкие и эндемичные.

## Население
На острове проживает 684 человека (2011), которые в основном занимаются рыбной ловлей и традиционным ручным ремеслом.